# Psychotria rubefacta
Psychotria rubefacta är en måreväxtart som först beskrevs av Spencer Le Marchant Moore, och fick sitt nu gällande namn av André Guillaumin. Psychotria rubefacta ingår i släktet Psychotria och familjen måreväxter. Inga underarter finns listade i Catalogue of Life.